# Andreaea frigida
Andreaea frigida är en bladmossart som beskrevs av Hübener 1834. Andreaea frigida ingår i släktet sotmossor, och familjen Andreaeaceae. Arten har ej påträffats i Sverige. Inga underarter finns listade i Catalogue of Life.